# Pascua Florida (celebración boliviana)
La Pascua Florida es una celebración religiosa y cultural propia del Valle Central de Tarija, Bolivia, que combina los rituales de la Semana Santa del catolicismo con expresiones tradicionales del universo cultural chapaco. Es particularmente reconocida por sus arcos florales adornados con rosas pascuas, payos y albahaca, el uso del violín, el canto de coplas en tonada de pascua, y el zapateo como manifestación de júbilo por la resurrección de Cristo. Aunque esta festividad ha disminuido en participación y visibilidad en la ciudad de Tarija, sigue siendo un símbolo de identidad regional.

## Historia
La Pascua Florida tiene raíces en la liturgia católica que celebra la resurrección de Jesucristo, culminando la Semana Santa y los cuarenta días de la cuaresma. En Tarija, esta celebración adquirió características propias del mundo rural chapaco, especialmente en localidades como San Lorenzo y Padcaya, donde aún se considera una de las festividades más significativas del calendario cultural. Su nombre proviene de los arcos y adornos florales que tradicionalmente engalanaban los caminos y casas, elaborados por campesinos con flores como la rosa pascua, el payo y la albahaca.
Esta fiesta popularmente se extendía más allá del domingo de Pascua, integrando un calendario festivo amplio que va desde el entierro del diablo (que marca el fin del carnaval) hasta la fiesta de la Cruz. Así, la Pascua no solo se define como una fecha litúrgica, sino como una época ritual prolongada dentro de la cultura chapaca.

## Actividades

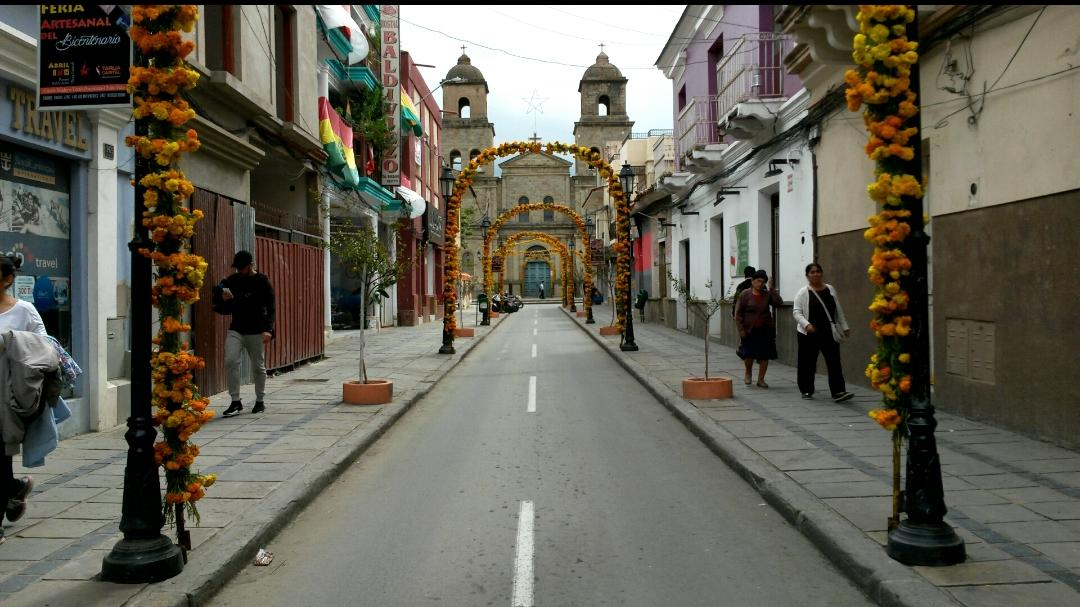
Catedral de San Bernardo de Tarija y los tradicionales arcos de flores que se instalan durante la celebración de la Pascua Florida

Las actividades de la Pascua Florida comienzan simbólicamente con el miércoles de ceniza, marcando el inicio de la cuaresma. La celebración alcanza su punto culminante durante el Triduo Pascual (jueves, viernes y sábado santo), con expresiones que combinan solemnidad religiosa y festividad popular.
Durante el Domingo de Resurrección, se desarrollan las procesiones bajo los arcos floridos, los rezos colectivos, y las tradicionales “Mañanitas de Pascua”. Las calles se llenan de música interpretada con violín, en reemplazo de los instrumentos del carnaval como el erke, mientras se entonan coplas en la tonada de pascua. El zapateo, danza vigorosa característica del folclore tarijeño, acompaña las celebraciones como una expresión de júbilo. Tanto hombres como mujeres participan ataviados con la vestimenta típica chapaca, haciendo de la festividad un despliegue de cultura viva.
Los arcos pascuales, que antaño eran elaborados artesanalmente por campesinos, representaban la abundancia y el florecimiento espiritual. Estos eran colocados en los caminos por donde pasaba el Santísimo Sacramento, simbolizando el paso de la vida sobre la muerte.

## Importancia y actualidad
La Pascua Florida constituye un elemento distintivo de la cultura chapaca y es una de las expresiones de religiosidad popular en Bolivia. No obstante, en la actualidad se observa una reducción significativa en la participación rural, particularmente en la ciudad de Tarija, donde la tradición de elaborar arcos florales ha sido sustituida por estructuras metálicas promovidas por las autoridades locales. A pesar de los esfuerzos por revitalizar la fiesta mediante incentivos y concursos, el carácter comunitario y campesino original se ha visto disminuido.
En contraste, localidades como San Lorenzo y otras zonas rurales del Valle Central aún conservan con más fuerza la práctica, donde el vínculo entre fe, cultura y territorio permanece más estrecho. La Pascua Florida sigue siendo, para muchos tarijeños, una referencia de identidad cultural 

## Galería

Celebración de la Pascua Florida en la iglesia de San Roque, en Tarija, en 2025.
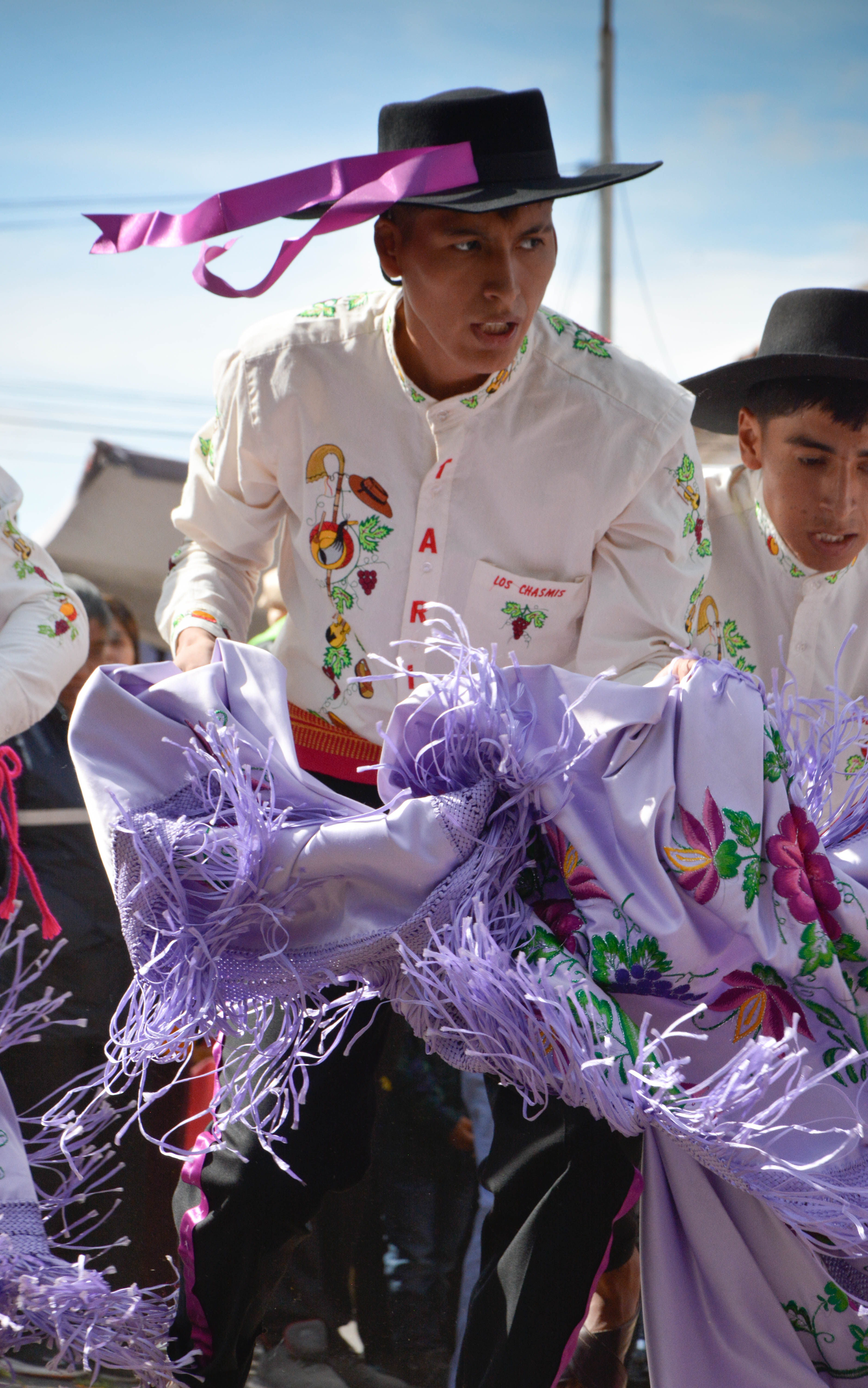
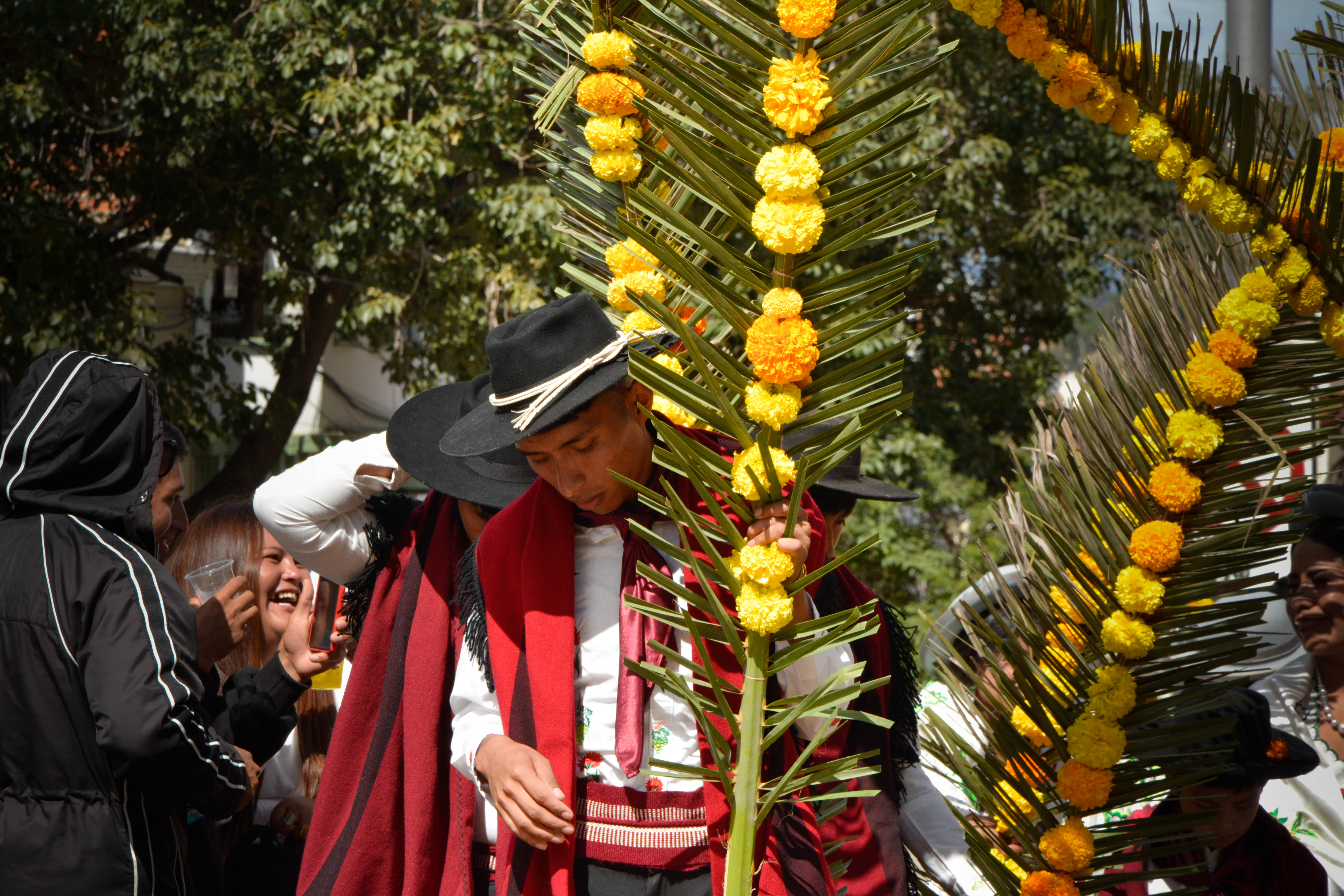
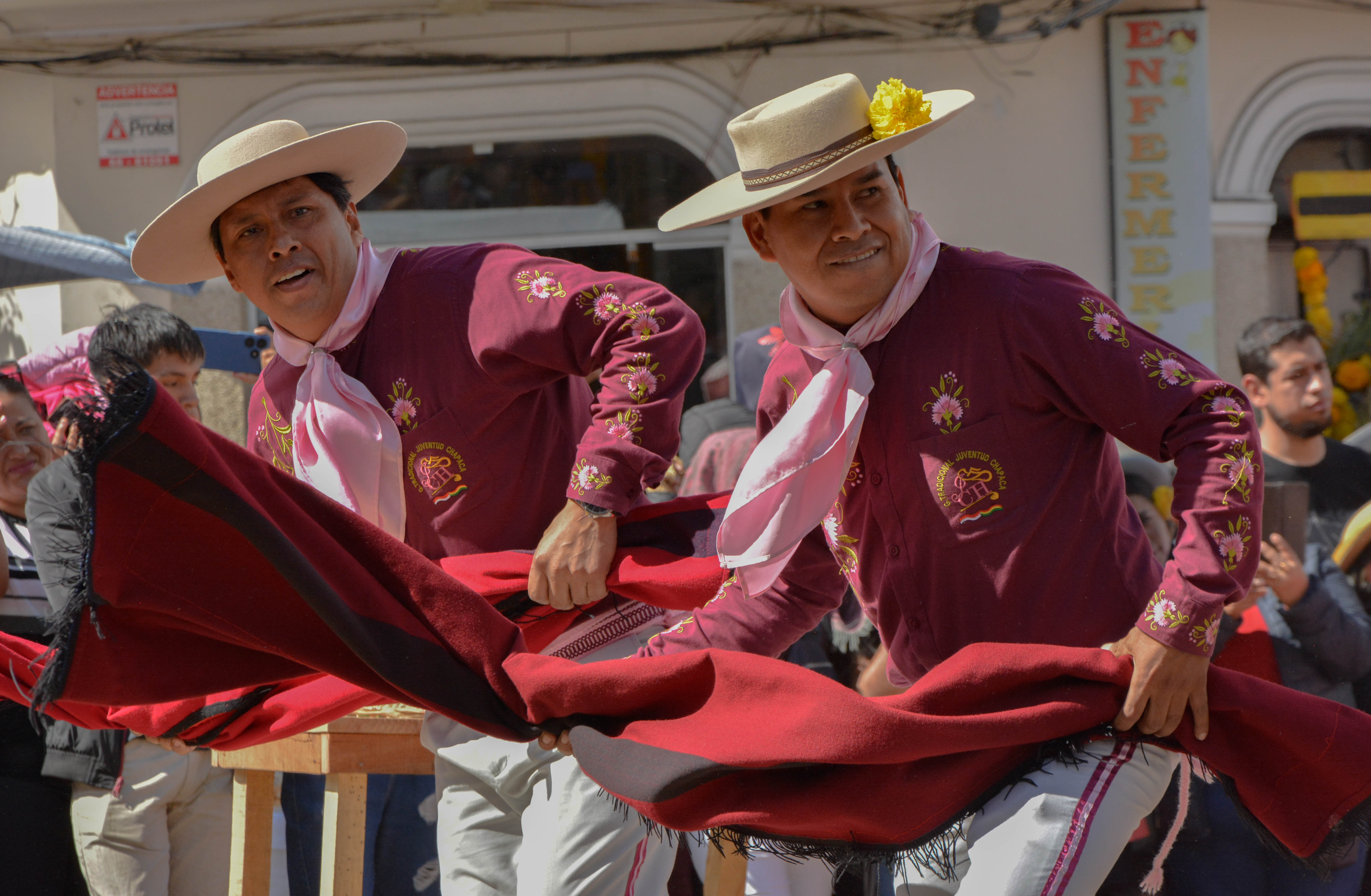
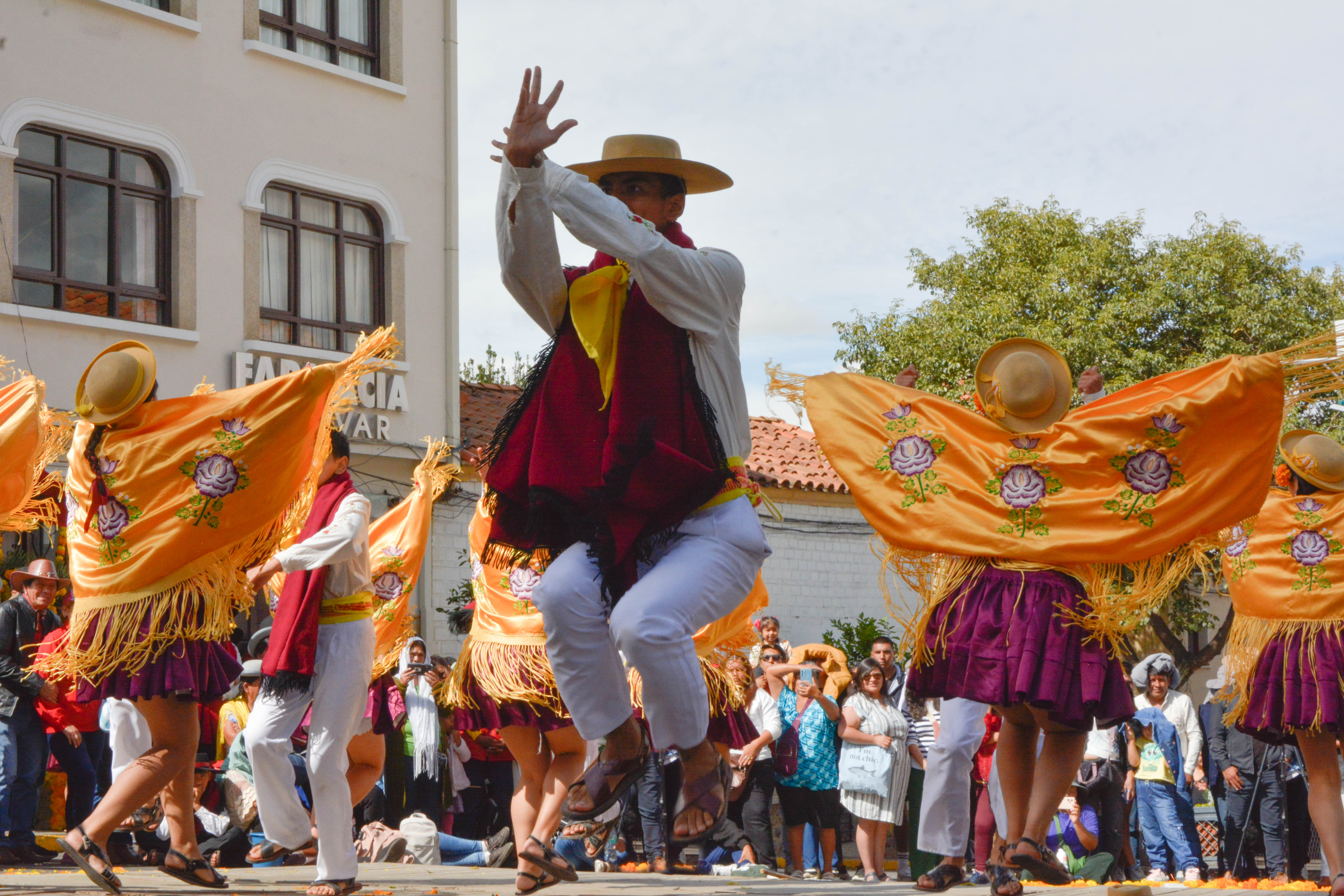
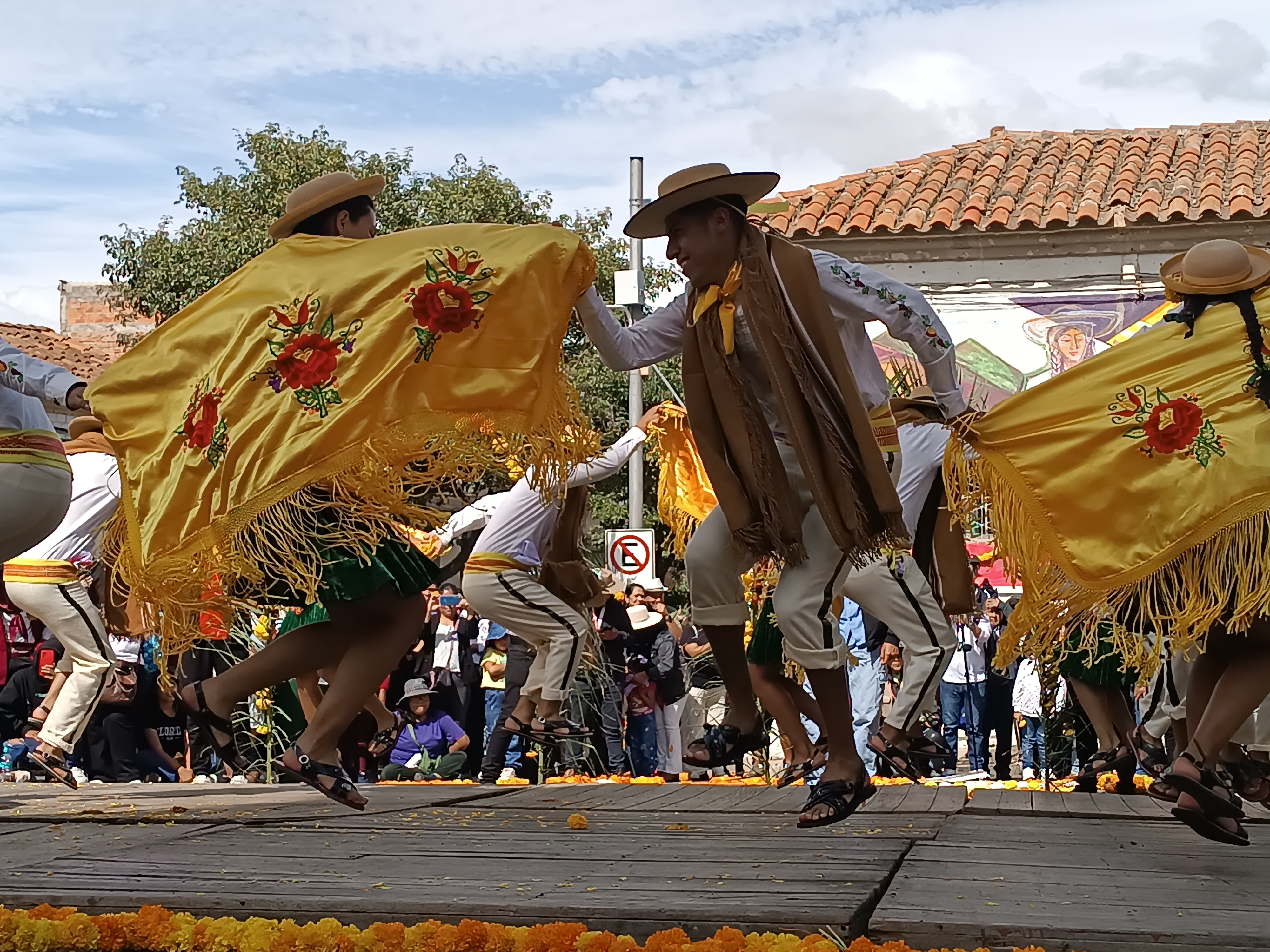